# Mistrzostwa Europy w Lekkoatletyce 2012 – bieg na 10 000 m mężczyzn
Bieg na 10 000 metrów mężczyzn – jedna z konkurencji rozgrywanych na Stadionie Olimpijskim w Helsinkach podczas lekkoatletycznych mistrzostw Europy.

## Terminarz
| Data       | Godzina |       |
| ---------- | ------- | ----- |
| 30 czerwca | 21:00   | Finał |

## Rekordy
Tabela prezentuje rekord świata, rekord Europy, rekord mistrzostw Europy, a także najlepsze rezultaty na świecie i w Europie w sezonie 2012 przed rozpoczęciem mistrzostw.
|                          | Zawodnik        | Wynik    | Miejsce  | Data                  |
| ------------------------ | --------------- | -------- | -------- | --------------------- |
| Rekord świata            | Kenenisa Bekele | 26:17,53 | Bruksela | 26 sierpnia 2005(dts) |
| Listy światowe           | Wilson Kiprop   | 27:01,98 | Eugene   | 1 czerwca 2012(dts)   |
| Listy europejskie        | Daniele Meucci  | 27:32,86 | Stanford | 29 kwietnia 2012(dts) |
| Rekord mistrzostw Europy | Martti Vainio   | 27:30,99 | Praga    | 29 sierpnia 1978(dts) |
| Rekord Europy            | Mohamed Farah   | 26:46,57 | Eugene   | 3 czerwca 2011(dts)   |

## Rezultaty

### Finał
| Poz. | Zawodnik            | Reprezentacja   | Czas     | Uwagi |
| ---- | ------------------- | --------------- | -------- | ----- |
|      | Polat Kemboi Arıkan | Turcja          | 28:22.27 |       |
|      | Daniele Meucci      | Włochy          | 28:22.73 |       |
|      | Jewgienij Rybakow   | Rosja           | 28:22.95 | SB    |
| 4    | Bashir Abdi         | Belgia          | 28:23.72 |       |
| 5    | Carles Castillejo   | Hiszpania       | 28:24.51 |       |
| 6    | Ayad Lamdassem      | Hiszpania       | 28:26.46 |       |
| 7    | Khalid Choukoud     | Holandia        | 28:26.82 | PB    |
| 8    | Rui Pedro Silva     | Portugalia      | 28:31.16 | SB    |
| 9    | Keith Gerrard       | Wielka Brytania | 28:57.97 |       |
| 10   | Manuel Ángel Penas  | Hiszpania       | 29:02.01 |       |
| 11   | Koen Naert          | Belgia          | 29:02.08 |       |
| 12   | Stefano La Rosa     | Włochy          | 29:02.53 |       |
| 13   | Abdi Nageeye        | Holandia        | 29:05.12 |       |
| 14   | Adil Bouafif        | Szwecja         | 29:07.31 |       |
| 15   | Mark Kenneally      | Irlandia        | 29:10.55 |       |
| 16   | Mats Lunders        | Belgia          | 29:16.46 |       |
| 17   | Denis Mayaud        | Francja         | 29:16.83 |       |
| 18   | Tesama Moogas       | Izrael          | 29:22.03 |       |
| 19   | Ronald Schröer      | Holandia        | 29:31.06 |       |
| 20   | Roman Romanenko     | Ukraina         | 29:32.57 |       |
| 21   | David Rooney        | Irlandia        | 29:57.82 | SB    |
| 22   | Jarkko Järvenpää    | Finlandia       | 30:59.63 |       |
| 23 ! | Mustafa Mohamed     | Szwecja         | DNF      |       |
| 23 ! | Mykola Labovskyy    | Ukraina         | DNF      |       |
| 23 ! | Yousef El Kalai     | Portugalia      | DNF      |       |
| 23 ! | José Rocha          | Portugalia      | DNF      |       |